# Maria Gwarek
Maria Gwarek (ur. 1896 r. w Koniakowie, zm. 1962 r. tamże) – góralka z Koniakowa w Beskidzie Śląskim, twórczyni ludowa, koronkarka, działaczka społeczna.
Jako mała dziewczynka nauczyła się wykonywać techniką szydełkową koronkowe czółka do czepców, stanowiących tradycyjny element żeńskiego stroju górali śląskich. Następnie od Zuzanny Ruckiej poznała technikę wykonywania innych wyrobów koronkowych, m.in. serwetek i serwet. Po II wojnie światowej, już jako uznana koronkarka, osobiście sprzedawała swoje wyroby gościom domów wypoczynkowych w Wiśle (głównie w DW “Słoneczna”), a później również w Warszawie. Jej twórczość w tym zakresie, a następnie działalność promocyjna doprowadziły do zaliczenia koronek koniakowskich do najbardziej cenionych wytworów rękodzieła artystycznego w Polsce, a Koniaków – do czołowych ośrodków polskiej twórczości ludowej. Dzięki jej inicjatywie powstała w Koniakowie w 1947 r. Spółdzielnia Koronkarska (później w składzie Spółdzielni Przemysłu Ludowego “ARW” w Katowicach, następnie "Cepelia"), w której Maria Gwarek została instruktorką. W szczytowym okresie rozwoju spółdzielnia skupiała ok. 250 koronkarek z całego regionu. Sama Maria Gwarek wykonywała często specjalne wyroby koronkowe na zamówienie ówczesnych czynników partyjno-rządowych. Jej dzieła trafiły m.in. do królowej belgijskiej Elżbiety i papieża Jana XXIII.
Maria Gwarek brała aktywny udział w życiu społeczno-kulturalnym swojej wsi. Walcząc o umożliwienie koronkarkom twórczej pracy w jesienno-zimowe wieczory, przyczyniła się m.in. do pełnej elektryfikacji Koniakowa na początku lat 50. XX w. Była jedną z inicjatorek założenia zespołu regionalnego "Koniaków", w którym – mimo podeszłego wieku – występowała śpiewając i tańcząc.